# Radical Rex
Radical Rex is een computerspel dat werd ontwikkeld door Beam Software en uitgegeven door Activision. Het spel kwam in 1994 uit voor de Super Nintendo Entertainment System, Mega-CD en de Sega Mega Drive. Het perspectief van het spel wordt getoond in de derde persoon.

## Platforms
| Jaar | Platform        |
| ---- | --------------- |
| 1994 | Mega-CD         |
| 1994 | SNES            |
| 1994 | Sega Mega Drive |

## Ontvangst
Radical Rex werd wisselend ontvangen.
Het Britse tijdschrift Mean Machines Sega schreef: "Radical Rex voegt, hoe aantrekkelijk het er dan ook uit ziet, niks toe aan het genre. Als dit je niet uit maakt, en je op zoek bent naar een fantasierijk en uitdagend platformspelletje, zijn er slechtere games om uit te kiezen, hoewel je nog steeds beter af bent met een Earthworm Jim". Ze gaven het spel een score van 78%.
GamePro klaagde in hun recensie van de SNES-versie over de "repetitieve muziek" en de snelheid van het skateboard, die "zo snel gaat dat je vaak power-ups mist, en niet optijd kunt springen." Ze waren positief over de "humoristische" graphics en de "vermakelijke gameplay". Ze beoordeelden het spel met een 7/10.
Bjørn Bruinsma van Power Unlimited was minder positief, en gaf de SNES-versie een 22/100. Hij schreef in zijn recensie: Wat je [in Radical Rex] tegenkomt is een mix van gejatte gameplay, zielige graphics, slaapverwekkende geluiden en een hoofdrolspeler die ik met alle liefde boven een zachtsmeulend houtskoolvuurtje gaar zou smoren. De gebruikelijke platgereden paden der platformspellen blijken door de incompetente spelletjesmakers met Radical Rex nogmaals nauwgezet in kaart te zijn gebracht."
| Beoordeeld door                      | Platform        | Datum           | Score |
| ------------------------------------ | --------------- | --------------- | ----- |
| ASM (Aktueller Software Markt)       | SNES            | januari 1995    | 83%   |
| ASM (Aktueller Software Markt)       | Sega Mega Drive | januari 1995    | 83%   |
| Total! (Duitsland)                   | SNES            | november 1994   | 80%   |
| Mean Machines Sega                   | Sega Mega Drive | februari 1995   | 78%   |
| GameCola.net                         | Sega Mega Drive | november 2004   | 72%   |
| Video Games & Computer Entertainment | SEGA CD         | maart 1995      | 70%   |
| GamePro (USA)                        | SNES            | november 1994   | 70%   |
| GamePro (USA)                        | SEGA CD         | maart 1995      | 70%   |
| Electronic Gaming Monthly (EGM)      | SNES            | november 1994   | 56%   |
| Sega-16.com                          | Sega Mega Drive | 7 januari 2013  | 50%   |
| Sega-16.com                          | SEGA CD         | 7 december 2009 | 40%   |
| Power Unlimited                      | SNES            | maart 1995      | 22%   |